# Cophinopoda schumanni
Cophinopoda schumanni is een vliegensoort uit de familie van de roofvliegen (Asilidae). De wetenschappelijke naam van de soort is voor het eerst geldig gepubliceerd in 1982 door Hradský & Hüttinger.